# 小川明子
小川 明子（おがわ あきこ、1972年4月26日 - ）は、立命館大学映像学部の教授。愛知県名古屋市出身。元中部日本放送(CBC)のアナウンサー。

## 来歴
- 1995年 名古屋大学文学部卒業。
- 1995年 CBC入社。同期は渡辺美香、森麻緒（現：フリーアナウンサー）
- 1999年 CBC退社。東京大学大学院人文社会系研究科修士課程に進学
- 2001年 同修了し博士課程に進学
- 2002年 愛知淑徳大学 現代社会学部 専任講師
- 2006年 同 准教授
- 2010年 同 メディアプロデュース学部 准教授
- 2013年 名古屋大学 大学院国際言語文化研究科 / 国際言語文化研究科 准教授
- 2017年 同大学 大学院情報学研究科 准教授
- 2024年 立命館大学映像学部教授